# أدوبي إيمج ريدي
أدوبي إيمج ريدي (بالإنجليزية: Adobe ImageReady)‏ كان محرر رسوميات نقطية يأتي ملحقاً مع أدوبي فوتوشوب من أنظمة أدوبي. كان متاحاً على نظامي مايكروسوفت ويندوز وماك أو إس عشرة من عام 1998 إلى عام 2007. إيمج ريدي كان يحتوي على بعض الخصائص التي لا توجد في فوتوشوب وقد تم تصميمه لتحرير رسوميات الوب بسرعة. إلى إصداراته الأخيرة، إحتوي إيمج ريدي على خصائص مميزة مثل إنشاء الصور GIF المتحركة، وتحسين ضغط الصور، تقطيع الصور وتأثيرات التمديد Rollover وتوليد أكواد الـ HTML.
صندوق أدوات فوتوشوب كان يحتوي على وصلة سريعة لإيمج ريدي (زر القفز لإيمج ريدي Jump to ImageReady) والتي تتيح تحرير الصورة الموجودة في فوتوشوب مباشرة في إيمج ريدي. بالمثل كان إيمج ريدي يحتوي على زر مماثل في صندوق أدواته. تمت برمجة إيمج ريدي بلغة سي++.
مع إصدار حزمة الإبداع الثالثة Creative Suite 3 ، تقرر عدم استكمال إيمج ريدي رسمياً، والسبب المُعتقد في ذلك أنه بامتلاك أدوبي لفايروركس (برنامج ماكروميديا السابق المناظر لإيمج ريدي) ، فلا حاجة لهم إلى إيمج ريدي، وأنهم سوف يقومون بتطوير فايروركس بديلاً عنه.